# Warth (Warth-Weiningen)
Warth è una frazione del comune svizzero di Warth-Weiningen, nel Canton Turgovia (distretto di Frauenfeld).

## Storia

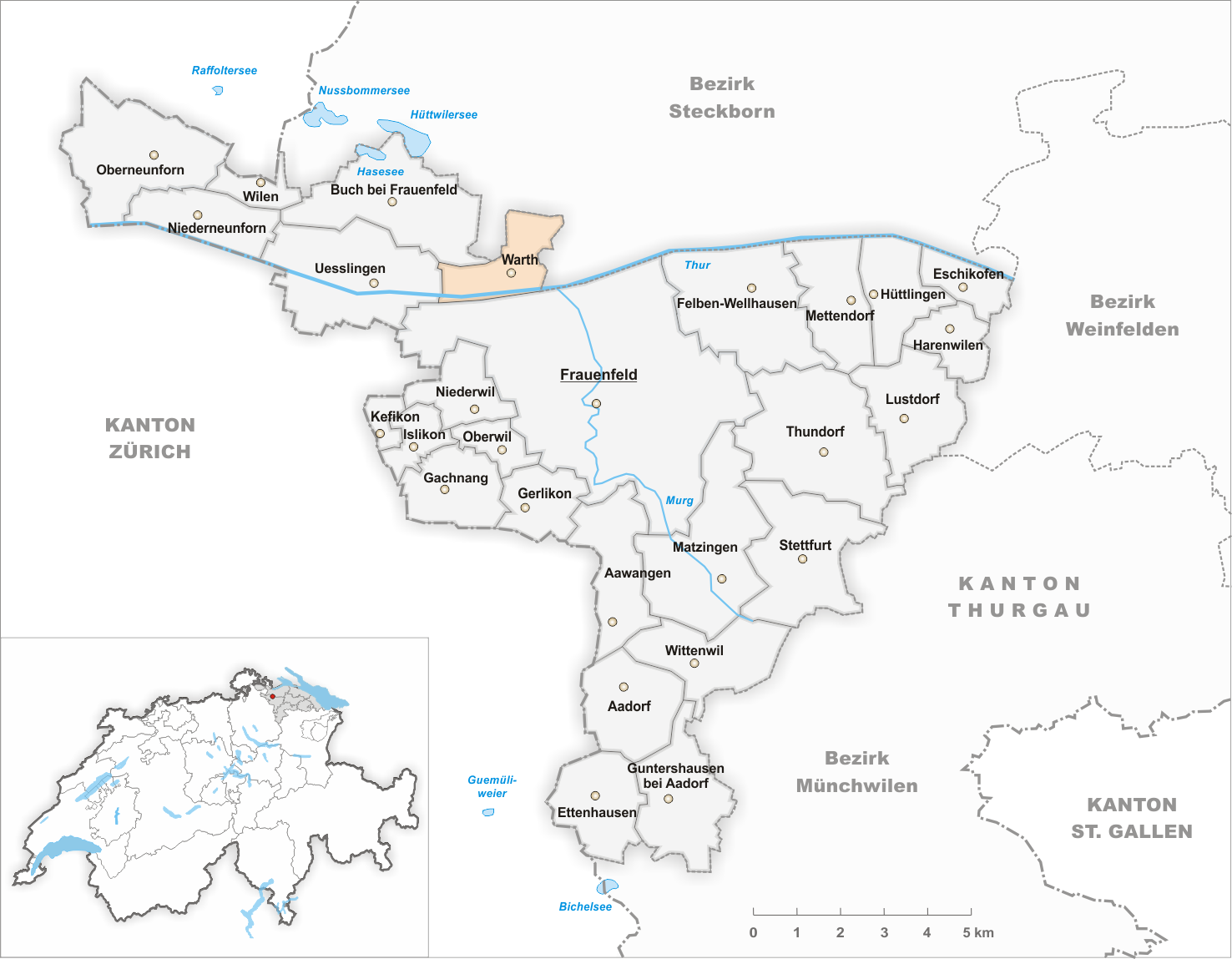
Il territorio del comune di Warth prima degli accorpamenti comunali del 1995

Già comune autonomo (Ortsgemeinde appartenente alla Munizipalgemeinde di Uesslingen), nel 1995 è stato aggregato all'altro comune soppresso di Weiningen per formare il nuovo comune di Warth-Weiningen, del quale Warth è il capoluogo.

## Monumenti e luoghi di interesse

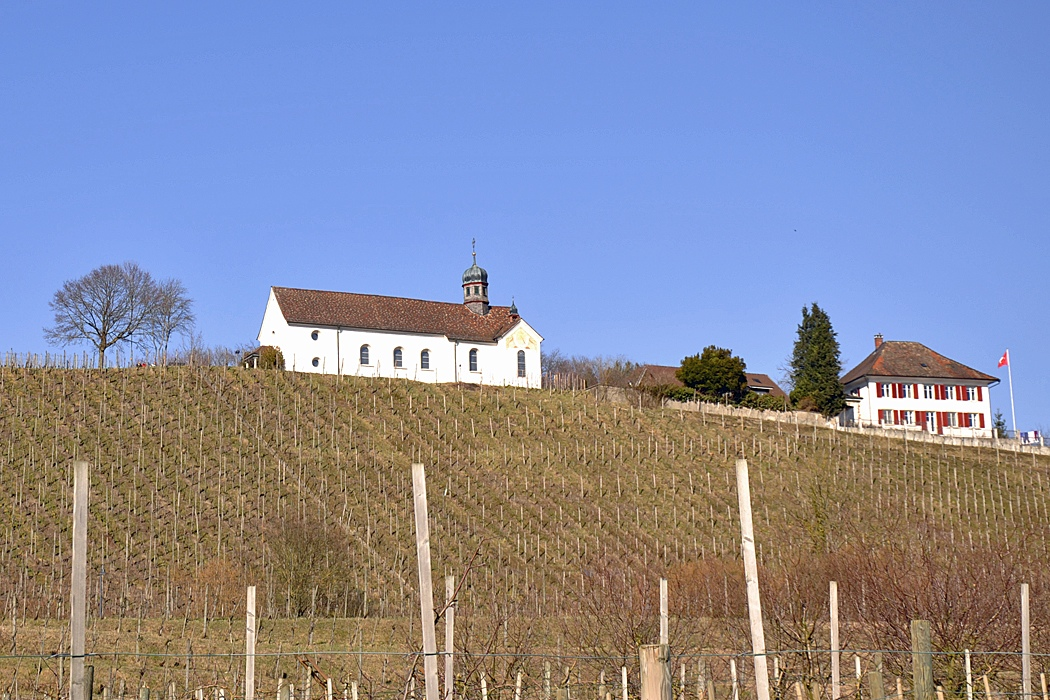
La chiesa di San Martino

- Chiesa parrocchiale cattolica di San Martino, già cappella di San Volfango, eretta nel 1471[1].

## Società

### Evoluzione demografica
L'evoluzione demografica è riportata nella seguente tabella:
Abitanti censiti

## Amministrazione
Ogni famiglia originaria del luogo fa parte del cosiddetto comune patriziale e ha la responsabilità della manutenzione di ogni bene ricadente all'interno dei confini della frazione.